# Classe Centauro
La classe Centauro, costituita da 4 unità è stato un tipo di fregate della Marina Militare costruite in Italia all'inizio degli anni cinquanta.
La costruzione di queste unità avvenne nell'ambito del programma di ammodernamento del 1950 e la costruzione dell'unità capoclasse iniziò il 17 maggio 1952 impostata nei Cantieri Ansaldo di Livorno, mentre 2 giorni prima, il 15 maggio, sullo scalo dei Cantieri Navali di Taranto era avvenuta la posa del primo troncone prefabbricato del Canopo.
Il Centauro venne varato il 4 aprile 1954 ed il Canopo il 2 febbraio 1955.
Alla fine del 1953 vennero ordinate ai cantieri italiani dagli Stati Uniti altre due unità gemelle da costruire nell'ambito del MDAP (Mutual Defense Assistance Program) per conto della NATO. Le due unità classificate DE 1020 e DE 1031 al termine dei lavori vennero assegnate all'Italia e ribattezzate rispettivamente Cigno e Castore. Le quattro unità vennero consegnate quasi contemporaneamente alla Marina Militare e le prime tre inizialmente classificate come "avviso scorta" vennero riclassificate fregate a partire dal 10 aprile 1957, con decreto P.R. 13 maggio 1957, mentre il Castore iscritto nei quadri del naviglio militare il 14 luglio 1957 entrò in servizio direttamente come fregata.

## Unità della classe
| Distintivo ottico       | Nome     | Cantiere                 | Impostato        | Varato           | In servizio    | Radiato           |
| ----------------------- | -------- | ------------------------ | ---------------- | ---------------- | -------------- | ----------------- |
| D 570 / F 551           | Canopo   | Cantieri navali, Taranto | 15 maggio 1952   | 20 febbraio 1955 | 4 maggio 1958  | 30 settembre 1982 |
| D 571 / F 554           | Centauro | Ansaldo, Livorno         | 17 maggio 1952   | 4 aprile 1954    | 4 aprile 1957  | 31 maggio 1985    |
| D 572 / F 555 (DE 1020) | Cigno    | Cantieri navali, Taranto | 11 febbraio 1954 | 14 marzo 1955    | 7 marzo 1957   | 31 ottobre 1983   |
| D 573 / F 553 (DE 1031) | Castore  | Cantieri navali, Taranto | 14 marzo 1955    | 8 luglio 1956    | 14 luglio 1957 | 1º gennaio 1983   |

## Caratteristiche
Lo scafo aveva il ponte di coperta continuo, con ampio cavallino, una prora a cutter e poppa stretta, a specchio inclinato, affilata e leggermente tondeggiante. La compartimentazione dello scafo era a paratie stagne che dividevano fra loro i vari locali. lo scafo aveva i bordi arrotondati ed era completamente privo di oblò, cosa che rendeva più resistenti le murate evitando anche l'ingresso all'interno di eventuali nebbie radioattive dovute ad esplosioni nucleari. All'estremità della prora era presente un argano elettrico per la manovra delle due ancore.
Le sovrastrutture erano costituite da un castello centrale spostato verso proravia che proseguiva verso poppa in una lunga e larga tuga che era sormontato da una costruzione a due piani con i due fumaioli disposti in maniera simmetrica rispetto alla prora ed alla poppa. A poppavia del primo fumaiolo c'era un grande albero a tripode che sosteneva le antenne dei radar, mentre nella struttura a poppavia del secondo fumaiolo era presente un altro albero più piccolo che sarebbe stato successivamente rimosso.
I principali locali di comando, per il governo della nave sia in navigazione che in combattimento erano ubicati nella sovrastruttura principale. Nella parte anteriore il ponte comando con la plancia, al cui interno, al centro, c'era la timoneria principale, dietro cui al piano superiore c'erano la COC (Centrale Operativa di Combattimento) e la stazione radar. Al piano inferiore, sotto il ponte di comando c'era la AS-SIOC (la centrale Antisom Servizio Informazioni Operazioni Combattimento) e più a poppavia la stazione R.T. principale. La centrale di tiro principale era ubicata a centro nave sotto coperta, mentre una stazione di tiro secondaria trovava posto nella piccola tuga posta a poppavia del secondo fumaiolo.
Tutti i locali erano dotati di impianto di circolazione dell'aria e di condizionamento.

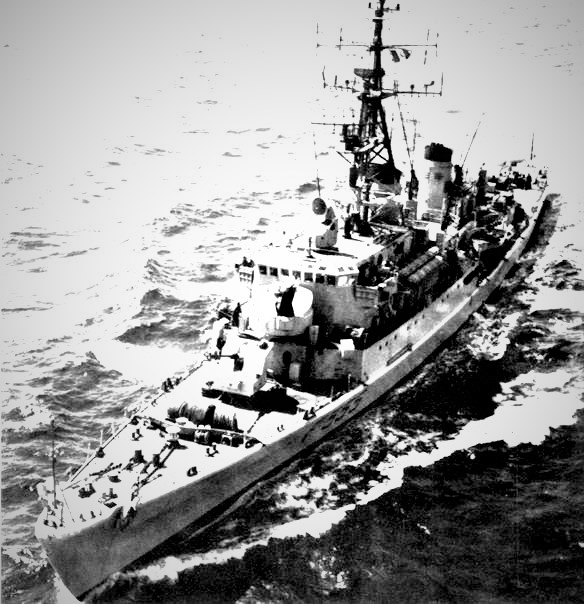
La fregata Cigno dopo gli ammodernamenti del 1964

## Propulsione
L'apparato motore era costituito da due gruppi di turbine a vapore Ansaldo alimentati da due caldaie Foster Wheeler, la cui temperatura di esercizio era di 410 °C e la pressione di 43atm, ed ogni gruppo aveva una turbina ad alta pressione per l'andatura di crociera e di una turbina di bassa pressione per la marcia indietro. La potenza complessiva sviluppata dall'apparato motore era di 22.000 HP che consentivano una velocità massima di 26 nodi. I due gruppi, indipendenti fra loro, agivano ognuno sull'asse di un'elica mediante ingranaggi di riduzione ed erano ubicati in due compartimenti stagni separati e contigui. Il gruppo più a proravia agiva sull'elica di dritta e i bruciatori della caldaia di alimentazione che sfogavano nel fumaiolo prodiero. Il gruppo di sinistra, analogo al precedente, sfogava nel fumaiolo poppiero. A centro nave c'era la centrale elettrica principale che alimentava tutti i circuiti di bordo mediante 3 gruppi elettrogeni di diesel-alternatori Mayback, che erogavano 200Kw di potenza complessiva.

## Elettronica di bordo
Le unità della classe erano dotate di apparecchiature radar ed ecogoniometriche di notevole sensibilità i cui dati venivano elaborati dalla COC, dalla centrale di tiro. All'entrata in servizio le apparecchiature elettroniche di scoperta presentavano delle diversità tra le unità: Centauro e Canopo avevano un radar di scoperta aeronavale AN/SPS6C di costruzione americana che aveva 250 Km di copertura, mentre Cigno e Castore avevano un radar Microlambda di fabbricazione nazionale e solo nel 1960 l'apparecchiatura è stata uniformata, con le quattro che vennero dotate del radar AN/SPS6C americano.
Oltre al radar di scoperta aerea (AN/SPS6C) le unità montavano un radar di scoperta di superficie (AN/SPQ2A/B) di costruzione nazionale, il cui raggio di azione era di circa 60 km.
Il sonar AN/SQS-11A di costruzione americana era ad alta frequenza, a scafo, montato verso prora all'interno di un bulbo carenato. Dopo i lavori di ristrutturazione vi era un ulteriore sonar di scoperta AN/SQS36 americano con una portata di 32.000 yds a media frequenza. In una esercitazione Nato (iles d'or) nel 1971 un operatore ECG ha battuto un contatto di prora a 7.200 yards;il Datum poi verificato è risultato essere la portaerei francese Arromanches.   Le propagazioni sonore erano ottime essendo novembre e la temperatura dell'acqua molto bassa. Nel 1976 in navigazione sul settore occidentale della Sardegna, un operatore prese un contatto, con l'SQS36, a 13500 yards, si trattò di un sommergibile nucleare americano in immersione, contatto confermato in quanto il sommergibile emerse per farsi riconoscere, fonte: L. CANTONE (Ete/As).

## Armamento
L'armamento principale era costituito da quattro cannoni Oto Melara da 76/62mm in due torri binate a canne sovrapposte, derivato dal tipo SMP3 singolo imbarcato sulle Albatros, la cui frequenza di tiro era di 60 colpi al minuto, che però non avendo dato i risultati sperati non sarebbe stato imbarcato su nessun'altra unità. Rispetto al modello singolo imbarcato sulle corvette Albatros, le torri delle Centauro erano a caricamento completamente automatico e continuo, consentendo così una più elevata cadenza di tiro.
L'armamento antiaereo era costituito da quattro mitragliere Bofors da 40/70 mm in due impianti binati posti a destra e sinistra della tuga centrale a poppavia del secondo fumaiolo; le Centauro furono le ultime unità a montare questi cannoni. L'armamento antiaereo era completato da due lanciarazzi tripli da 105mm montati sul cassero centrale, uno per lato a proravia del ponte di comando.
L'armamento antisommergibile all'entrata in servizio, era composto da un lanciabombe antisommergibile (lanciabas) trinato lungo tipo Menon da 305mm, derivato dal modello simile Limbo inglese, posto a prora sul cassero a poppavia della torre principale e da quattro lanciabas Menon corti, disposti due per lato in coperta a centro nave.